# Examen non invasif
 (signalé en mai 2025).
Si vous disposez d'ouvrages ou d'articles de référence ou si vous connaissez des sites web de qualité traitant du thème abordé ici, merci de compléter l'article en donnant les références utiles à sa vérifiabilité et en les liant à la section « Notes et références ».
- Archive Wikiwix
- Bing
- Cairn
- DuckDuckGo
- E. Universalis
- Gallica
- Google
- G. Books
- G. News
- G. Scholar
- Persée
- Qwant
- (zh) Baidu
- (ru) Yandex
- (wd) trouver des œuvres sur Wikidata

L'examen non invasif est un examen médical ne nécessitant aucune effraction de la peau autre que pour prélever du sang ou pour injecter un produit. 
Ces examens ne nécessitent pas d'hospitalisation mais cela ne signifie pas forcément qu'ils soient bien tolérés (fibroscopie) ou dénués de tout danger. Ils peuvent parfois être coûteux et/ou nécessiter une infrastructure importante.
Exemples :
- examen non invasif, sans effraction de la peau et sans danger : électrocardiogramme, saturomètre ;
- examen non invasif, avec effraction de la peau sans danger : prise de sang ;
- examen non invasif mais nécessitant une infrastructure importante et coûteuse : imagerie par résonance magnétique (IRM) ;
- examen non invasif, parfois désagréable, sans effraction de la peau : fibroscopie.